# Мартинска Вес
Мартинска Вес је насељено место и средиште општине у Сисачко-мославачкој жупанији, Хрватска. До нове територијалне организације налазила се у саставу бивше општине Сисак. У прошлости је постојала као самостално насеље, а затим је подељена на два насеља: Десна Мартинска Вес и Лијева Мартинска Вес. У новије време ова насеља су укинута и поново је формирано насеље Мартинска Вес.

## Становништво
На попису становништва 2011. године, општина Мартинска Вес је имала 3.488 становника, од чега у самој Мартинској Веси 683.

### Попис2001.
По попису из 2001. године, општина Мартинска Вес је имала 4.026 становника, распоређених у 17 насељених места.

### Попис1991.
До нове територијалне организације, општина Мартинска Вес се налазила у саставу бивше велике општине Сисак. Национални састав општине Мартинска Вес, по попису из 1991. године је био следећи:
| година пописа | укупно | Хрвати         | Срби       | Југословени | остали      |
| ------------- | ------ | -------------- | ---------- | ----------- | ----------- |
| 1991          | 4.643  | 4.386 (94,46%) | 73 (1,57%) | 37 (0,79%)  | 147 (3,16%) |